# Clefs (Maine i Loara)
Clefs – miejscowość i dawna gmina we Francji, w regionie Kraj Loary, w departamencie Maine i Loara. W 2010 roku jej populacja wynosiła 1012 mieszkańców. 
W dniu 1 stycznia 2013 roku z połączenia dwóch ówczesnych gmin – Clefs oraz Vaulandry – utworzono nową gminę Clefs-Val d’Anjou. Siedzibą gminy została miejscowość Clefs. Następnie 1 stycznia 2016 roku miejscowość weszła w skład gminy Baugé-en-Anjou. 